# Distretto di Mt. Darwin
Il distretto di Mount Darwin è uno dei 7 distretti che compongono la provincia del Mashonaland centrale, in Zimbabwe. Ha una popolazione di 240.728 abitanti e il suo capoluogo è Mount Darwin.

## Demografia
| Anno (Censimento) | Popolazione      |
| ----------------- | ---------------- |
| 2002              | 199.988          |
| 2012              | 212.725 (+0,62%) |
| 2022              | 240.728 (+1,3%)  |